# Потанина (река)
Потанина — река в России, протекает в Родниковском районе Ивановской области. Устье реки находится в 18 км по левому берегу реки Возополь. Длина реки составляет 12 км.
Исток реки в лесах восточнее населённого пункта Прислониха на границе с Вичугским районом в 11 км к юго-востоку от центра города Вичуга. Река протекает почти параллельно верхнему течению реки Возополь. Всё течение реки проходит по ненаселённому лесу.

## Данные водного реестра
По данным государственного водного реестра России относится к Окскому бассейновому округу, водохозяйственный участок реки — Клязьма от города Ковров и до устья, без реки Уводь, речной подбассейн реки — бассейны притоков Оки от Мокши до впадения в Волгу. Речной бассейн реки — Ока.
По данным геоинформационной системы водохозяйственного районирования территории РФ, подготовленной Федеральным агентством водных ресурсов:
- Код водного объекта в государственном водном реестре — 09010301112110000033631
- Код по гидрологической изученности (ГИ) — 110003363
- Код бассейна — 09.01.03.011
- Номер тома по ГИ — 10
- Выпуск по ГИ — 0